# Oddo Marinelli
Oddo Marinelli (Ancona, 24 gennaio 1888 – Ancona, 15 gennaio 1972) è stato un avvocato, politico e giornalista italiano, membro dell'Assemblea Costituente.

## Biografia
Entrato giovanissimo nel movimento repubblicano delle Marche, nel 1905 fondò la testata giovanile La Giovane Italia, che diresse per sette anni. Nel 1908 fu arrestato dalla polizia asburgica a Trieste per aver svolto propaganda repubblicana e filoitaliana, nel 1911 fu tra i sostenitori degli insorti albanesi.
Laureatosi ad Urbino nel 1912 e divenuto avvocato, il 6 aprile 1913 aderì alla Massoneria, iniziato nella loggia Giuseppe Garibaldi del Grande Oriente d'Italia ad Ancona, con il fratello Manlio, di due anni più anziano di lui. Insieme contribuirono a fondare nella città dorica il circolo giovanile repubblicano, per poi continuare l'attività politica attraverso una serie di iniziative che li vide militanti in una città dove gli ideali libertari e democratici godevano tradizionalmente di largo consenso.

Oddo Marinelli, dirigente della Federazione giovanile repubblicana nel 1906

Serra San Quirico (An), comunicazione dello svolgimento di un comizio del repubblicano Oddo Marinelli il 31 maggio 1914

Amico e compagno di partito di Pietro Nenni, allora repubblicano e direttore de “La Voce” di Jesi e poi del giornale anconetano "Lucifero", Oddo ne condivise le posizioni e la vena antigovernativa. Negli anni tra il 1912 e il 1913, fu tra i promotori della Federazione dei lavoratori portuali di Ancona.
Nel 1914 venne eletto consigliere comunale e provinciale di Ancona.

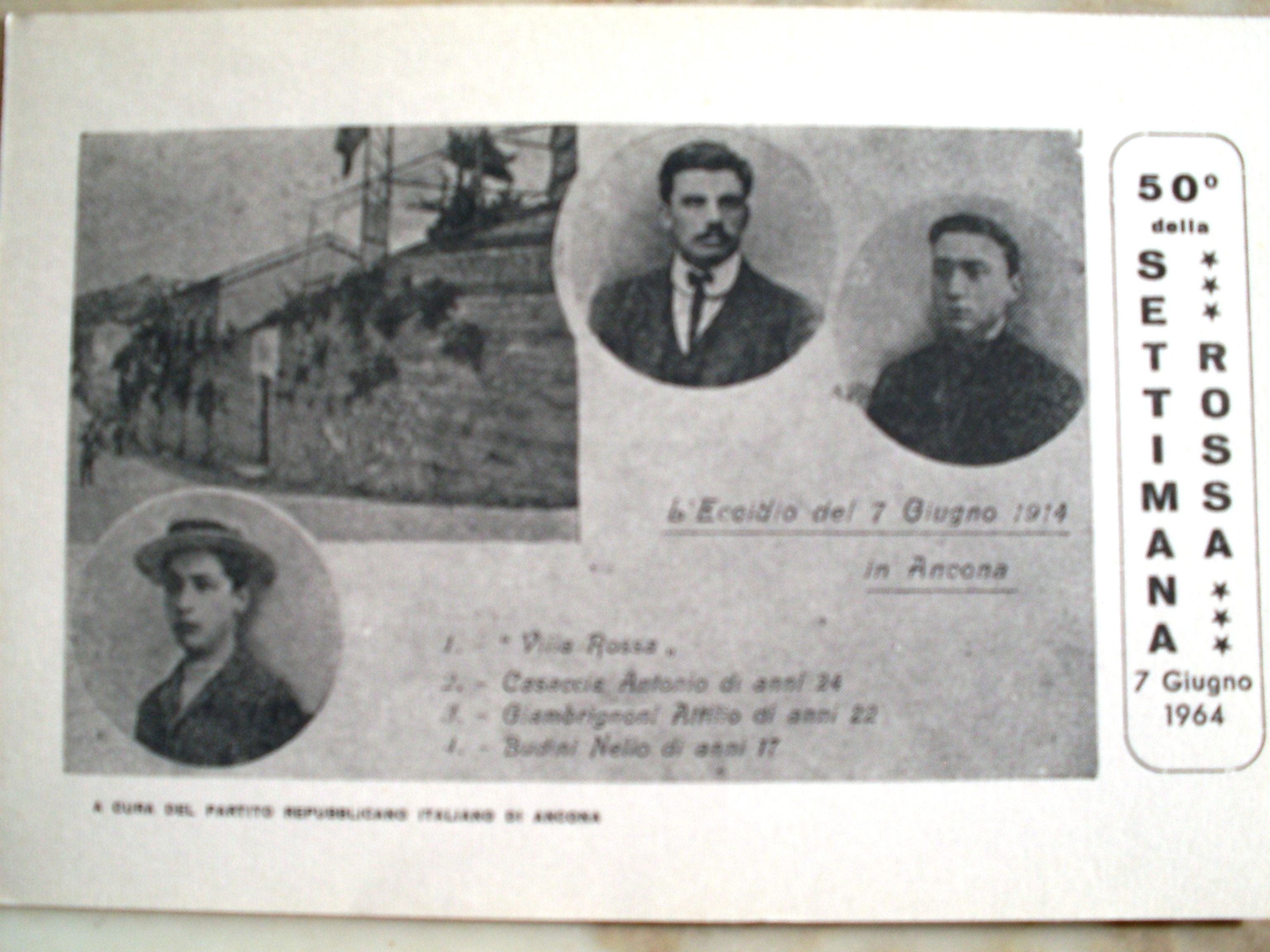
Cartolina commemorativa di Antonio Casaccia, Attilio C(G)iambrignoni e Nello Budini, i tre manifestanti rimasti uccisi ad Ancona il 7 giugno 1914, eccidio da cui prese origine la Settimana rossa

Con Nenni e l'anarchico Errico Malatesta, fu uno degli organizzatori e degli oratori nel comizio antimilitarista del 7 giugno 1914 alla "Villa Rossa" di Ancona, al termine del quale si determinarono gli scontri con le forze dell'ordine durante i quali furono uccisi tre dimostranti: Antonio Casaccia, di 24 anni, e Nello Budini, di 17 anni, entrambi repubblicani, e l'anarchico Attilio C(G)iambrignoni, di 22 anni. Vi furono anche cinque feriti tra la folla e diciassette tra i carabinieri.
Da questo eccidio prese origine l'insurrezione rivoluzionaria della "Settimana rossa".

Oddo Marinelli, esponente repubblicano delle Marche nel 1914

Inseguito da un mandato di cattura per il suo ruolo di agitatore nei moti popolari, per non venire arrestato, espatriò in Svizzera.

Dopo l'inizio della prima guerra mondiale, fervido repubblicano interventista, nel settembre del 1914 si arruolò volontario nei Garibaldini Italiani di Peppino Garibaldi, unità della Legione straniera francese (nome ufficiale 4e régiment de marche du 1er étranger, composta interamente da volontari italiani, che combatté in Francia contro i tedeschi nei primi mesi della Grande Guerra, prima dell'ingresso in guerra dell'Italia. Marinelli si distinse nei combattimenti delle Argonne, nel corso dei quali il 26 dicembre 1914 perse la vita Bruno Garibaldi, fratello di Peppino, ed il 5 gennaio 1915 caddero l'altro fratello di Peppino, Costante Garibaldi ed il conterraneo anconetano Lamberto Duranti, anch'egli volontario repubblicano, così come il senigalliese Giuseppe Chiostergi, che venne gravemente ferito e fu catturato dai tedeschi.
Il 7 maggio 1915 la Legione Garibaldina, data la mobilitazione generale in Italia, venne disciolta e i legionari furono rispediti in Italia per consentirgli di combattere contro gli austriaci, com'essi volevano.
Marinelli, anche grazie all'amnistia del 30 dicembre 1914, rientrò in Italia e nel giugno 1915 si arruolò volontario nel Regio Esercito Italiano.
A causa della sua militanza repubblicana gli fu negato (come avvenne anche a Pietro Nenni) il grado di Sottotenente, nonostante avesse frequentato a Rubignacco di Cividale del Friuli il 6º Corso aspiranti Allievi Ufficiali, dal dicembre 1915 all’aprile 1916.
Perciò partecipò al conflitto da soldato semplice, venendo promosso man mano sino al grado di sergente nel 31º Artiglieria da campagna, e meritandosi la medaglia d’oro di San Giorgio al valore militare «per essere rimasto per circa otto giorni, con scarsi mezzi, in una posizione avanzatissima, riuscendo poi a riportare informazioni precise e molto utili su tutto il vicino settore nemico».
Solo dopo due anni e mezzo di guerra, nel settembre 1918 (il fatto non è registrato nel suo Ruolo matricolare, ma si desume dalla didascalia di una foto e da altre che lo ritraggono con la stella di sottotenente), fu finalmente nominato ufficiale, probabilmente a seguito di una disposizione generale prevista per chi fosse dotato di un titolo di studio superiore.
Gli anni post bellici lo videro ancora al centro della vita politica: nel 1919 fu redattore capo del quotidiano triestino Era nuova. L'anno successivo, tornato ad Ancona, divenne direttore del periodico repubblicano locale Lucifero.
Fu candidato repubblicano alla Camera nelle elezioni del 1921 e poi guidò di una scissione all’interno del partito repubblicano.
Nell'agosto del 1922 tentò vanamente di impedire che i fascisti defenestrassero l'amministrazione repubblicana della città, di cui lui stesso faceva parte.
Con l'avvento del fascismo, mantenne il suo atteggiamento di netta contrarietà al regime e, da avvocato, difese antifascisti e, soprattutto, lavoratori licenziati da aziende dell'Anconetano, venendo accusato di sabotaggio del sindacato fascista. Nel gennaio del 1930, in occasione del matrimonio di Umberto II di Savoia, fu incarcerato "a scopo precauzionale" con altri repubblicani, socialisti, comunisti e anarchici marchigiani. 
Pur costantemente attenzionato dalla questura, Marinelli riuscì a continuare la sua professione di legale.
Nel 1942, ad Ancona, partecipò alla nascita del Partito d'Azione e nel 1943, per sfuggire ad una retata dell'OVRA, riparò a Roma.
Subito dopo l'armistizio assunse, a nome della Concentrazione antifascista anconitana, la direzione del quotidiano locale Corriere Adriatico, il cui edificio venne occupato militarmente dai partigiani capitanati da Gino Tommasi, riuscendo ad editare cinque numeri del giornale prima dell'arrivo dei tedeschi ad Ancona.
Durante la Resistenza fu presidente del CLN provinciale di Ancona e regionale, in rappresentanza del Partito d'Azione. Con la liberazione delle Marche Marinelli fu nominato prefetto di Ancona; fu anche sindaco di Jesi. 
Membro della Consulta nazionale, fu candidato nelle liste del PRI per l'Assemblea Costituente, ne divenne membro per un breve periodo a partire dal 14 novembre 1947.
Nell'immediato dopoguerra Pacciardi lo candidò a presidente nazionale dell'INAIL.
Nel 1950 decise di lasciare la scena politica per ricoprire solo incarichi amministrativi e dedicarsi pienamente ai tanti interessi culturali da sempre coltivati, come la passione per l'apicultura.
Dal 1952 al 1965 ricoprì l'incarico di presidente dell'Opera Nazionale Combattenti. 
Nel 1960 pubblicò "La Resistenza marchigiana e la Consulta nazionale".